# Associazione nazionale felina italiana
L'Associazione nazionale felina italiana, in acronimo ANFI, è un'associazione italiana felinofila.
Nata nel 1934, è stata autorizzata alla gestione del libro genealogico del gatto di razza dallo Stato italiano con decreto ministeriale del 9 giugno 2005. Ogni anno organizza mostre feline in tutto il territorio nazionale.
L'ANFI è uno dei 42 membri della Fédération Internationale Féline (FIFe).

## Storia
L'origine dell'associazione risale agli anni 1934-1935 quando un gruppo di appassionati cominciò a organizzare le prime rassegne feline, nelle città di Torino, Milano, e Firenze. Queste esposizioni suscitarono un grande interesse del pubblico a causa della loro novità in Italia e continuarono fino all'inizio della seconda guerra mondiale. Le attività ripresero poi dal 1946 quando fu fondata la Società Felina Italiana, in seguito chiamata Federazione Felina Italiana e, infine, Associazione Nazionale Felina Italiana, ufficializzata il 21 giugno 1950 con la redazione dell'atto costitutivo. Nella primavera del 1946, fu allestita la prima esibizione felina del dopoguerra mentre, nell'inverno successivo, venne organizzata la prima Esposizione Internazionale felina di Torino che, per la prima volta, risultava ufficialmente autorizzata a rilasciare i titoli per il Campionato Italiano.
Nel 1949 l'associazione mandò una delegazione a Parigi che, insieme alla Fédération Féline Française e alla Royal Cat Society of Flander, contruibuì alla costituzione della Fédération Internationale Féline, il primo organismo internazionale dedicato alla conoscenza del gatto.
Nel giugno del 1994, a Venezia, l'ANFI organizzò con il patrocinio della FIFe il primo congresso mondiale delle associazioni feline, con lo scopo di trovare delle regole comuni per gli standard di razza, di allevamento e di gara a livello mondiale. All'evento parteciparono rappresentanti delle principali associazioni dedicate ai gatti: 
- CFA - Cat Fanciers Association (Stati Uniti)
- TICA - The International Cat Association (Stati Uniti)
- GCCF - Governing Council Cat Fanciers (Gran Bretagna)
- WCF - World Cat Federation (Germania)
- FIFe - Fédération Internationale Féline

Nel 1997 l'Associazione Nazionale Felina Italiana ha ottenuto il riconoscimento ufficiale da parte dello Stato Italiano e, dal 2005, gestisce il libro geneaologico del gatto di razza con l'autorizzazione del Ministero delle politiche agricole alimentari e forestali.

## Associazione

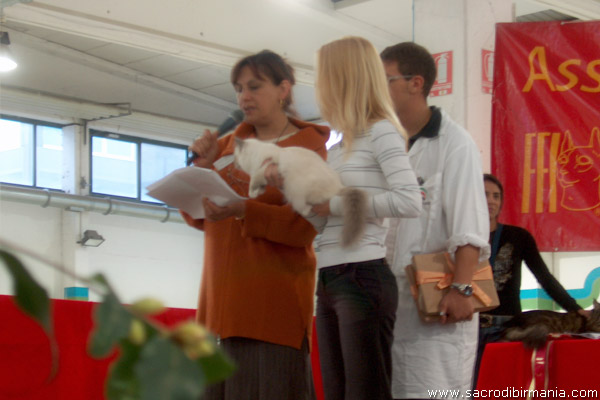
Premiazione durante una gara felina

### Attività
L’ANFI si occupa di promuovere e regolare l'allevamento dei gatti, studiare e salvaguardare tutte le varietà feline e incoraggiare lo sviluppo delle sedi regionali. Tra le attività principali dell'associazione ci sono:
- il controllo dell'allevamento dei gatti di razza;
- la gestione del libro geneaologico del gatto di razza in accordo con le norme ministeriali, comunitarie e internazionali;
- la gestione e la formazione di giudici ed esperti di felinotecnia;
- il patrocinio e l'organizzazione di eventi ed esposizioni feline;
- la promozione di ricerche rivolte alla diffusione e al benessere delle razze feline.

### Razze feline riconosciute
L'ANFI segue il sistema EMS (Easy Mind System), il codice di identificazione delle razze feline elaborato della FIFe, che riconosce 48 razze, suddivise in 4 categorie.

### Organigramma
L'attuale Consiglio Direttivo Nazionale è composto da: Presidente, Hana Klein; Vice Presidente, Nico Padovano ; Segretaria, Sandra Ferrini ; Tesoriera, Margherita Galeandro; Consiglieri, Dario Domancich,  Carlo Luzi, Francesca Serena, Rossella Mercadante, Stefano Gadda.